# Христо Пеев (офицер)
Вижте пояснителната страница за други личности с името Христо Пеев.
Христо Божилов Пеев е български офицер, генерал-майор от инженерните войски, командир на взвод от 3-та пионерна дружина през Първата световна война (1915 – 1918), командир на 3-ти инженерен полк (1935 – 1939), началник на Въздушните бази (1942 – 1943) и инспектор на Инженерните войски (1943 – 1944) през Втората световна война (1941 – 1945).

## Биография
Христо Пеев е роден на 28 юли 1894 г. в Станимака, Княжество България. На 22 септември 1913 г. е произведен в чин подпоручик. Служи във 2-ра сборна пионерна дружина. Взема участие в Първата световна война (1915 – 1918) като командир на взвод от 3-та пионерна дружина, за която служба „за отличия и заслуги през втория период на войната“ съгласно заповед № 355 от 1921 г. по Министерството на войната е награден с Народен орден „За военна заслуга“ V степен с военно отличие IV степен, 2 клас. На 5 октомври 1916 е произведен в чин поручик.
След войната през 1919 г. е произведен в чин капитан. През 1927 г. е назначен за служба в Железопътния полк, през 1928 г. е произведен в чин майор, а с Министерска заповед (МЗ) № 171 от 1929 г. е назначен за командир на дружина от 4-ти инженерен полк. На 3 септември 1932 г. е произведен в чин подполковник, с МЗ № 92 от 1933 г. е назначен за началник на секция в Инженерната инспекция към 4-ти инженерен полк, с МЗ № 147 от 1934 г. е назначен за началник на отдел в Инженерната инспекция, а по-късно същата година съгласно МЗ № 287 изпълнява длъжността командир на Свързочния полк.
През 1935 г. подполковник Пеев е назначен за началник на инженерния отдел в Държавната военна фабрика, по-късно същата година съгласно МЗ № 327 поема командването на 3-ти инженерен полк. На 3 октомври 1936 г. е произведен в чин полковник. През 1939 г. съгласно МЗ № 82 полковник Христо Пеев е назначен за началник на инженерния свързочен отдел в щаба на 4-та армия.
В началото на Втората световна война (1941 – 1945) полковник Пеев служи в Дирекция гражданска мобилизация, през 1942 г. е назначен за началник на Въздушните бази, а на 16 октомври 1943 г. е назначен на най-висшата военно-инженерна длъжност – инспектор на Инженерни войски. На 26 февруари 1944 г. съгласно заповед № 67 е създадено секретно подразделение – Черноморски укрепен фронт, като полковник Пеев е назначен за Главен технически ръководител по укрепяването. На 6 май 1944 г. е произведен в чин генерал-майор, а длъжността инспектор на Инженерни войски сдава на 21 октомври 1944 г., когато е уволнен от служба.

## Военни звания
- Подпоручик (22 септември 1913)
- Поручик (5 октомври 1916)
- Капитан (1919)
- Майор (1928)
- Подполковник (3 септември 1932)
- Полковник (3 октомври 1936)
- Генерал-майор (6 май 1944)

## Награди
- Народен орден „За военна заслуга“ V степен с военно отличие

## Образование
- Военно на Негово Величество училище (до 1913)